# Amfícrates (rei)
|  | Per a altres significats, vegeu «Amfícrates (retòric)». |

Amfícrates (en llatí Amphicrates, en grec antic Ἀμφικράτης) va ser un primitiu rei de Samos que només es coneix per una menció que en fa Heròdot. La data en què va governar és molt discutida, ja que es proposa l'any 700 aC, o el 600 aC i fins i tot el 550 aC.
Heròdot parla d'Amfícrates de passada, per explicar per què els habitants d'Egina van esclavitzar un grup d'exiliats samis cap a l'any 525 aC. Diu que ho van fer perquè recordaven que el rei Amfícrates de Samos havia dirigit un atac contra Egina que els va causar "molt de mal, encara que els eginetes s'hi van tornar".
Sobre l'explicació d'aquesta història hi ha hagut tres propostes diferents.
- Una primera, proposada per J. P. Barron i seguida per Graham Shipley, vinculen els fets amb la Guerra Lelantina entre les ciutats eubees de Calcis i Erètria cap a l'any 700 aC, en la que Samos hauria donat suport als calcidis, però no és clar que aquests fets portessin a una invasió d'Egina. Fins i tot es discuteix la realitat de la guerra Lelantina.[3][4]
- T. J. Figueira i Aideen Carty van proposar que la invasió d'Egina per Amfícrates estava relacionada amb un conflicte en el qual els eginetes van intentar aconseguir la independència d'Epidaure, amb l'ajut de Periandre de Corint. Epidaure era la ciutat d'on havia partit la colonització de Samos, i Amfícrates hauria pogut promoure una invasió per ajudar els habitants d'Epidaure. Això hauria passat una mica abans de l'any 600 aC.[5] Aideen Carty recolza les seves afirmacions en un episodi que explica Heròdot sense situar-lo en cap context històric, on els samis es van apoderar d'un comboi d'esclaus enviats per Periandre al rei Aliates II de Lídia.[6]
- G. Schmidt i Robert Drews proposen que Amfícrates va governat a mitjan segle vi aC, com a predecessor immediat de Polícrates de Samos, però aquesta notícia no és gaire coincident amb el que se sap de la història de Samos en aquella època.[7][8]

Els reis de Samos van ser enderrocats en algun moment de la història i substituïts per una oligarquia dominada per un grup anomenat Geomori ("els que participen de la terra"). El moment en què va governar Amfícrates és important perquè ajudaria a datar aquest fet. S'ha suggerit que el rei va ser enderrocat pels geomori a causa del seu fracàs a Egina, però Plutarc sembla indicar que el rei que van enderrocar es deia Demoteles, potser el successor d'Amfícrates.